# Joaquim José Sabino de Resende Faria e Silva
Joaquim José Sabino de Resende Faria e Silva (1780 — 1843) foi um político português.
Foi presidente da província do Maranhão, de 2 a 7 de julho de 1825.